# ジェーソン
株式会社ジェーソンは、東京都・千葉県・埼玉県・茨城県・神奈川県・栃木県・群馬県にディスカウントストアをチェーン展開する企業である。

## 特徴
首都圏において食料品・酒から、洗剤・化粧品、ペット用品・衣料品など総合的に商品を取り扱う「バラエティストア」チェーンの運営を行なっている会社である。
創業は1984年。同業会社でディスカウントストア大手のドン・キホーテ（パン・パシフィック・インターナショナルホールディングス）の創業（1989年）よりも5年早く開業している。
1998年以降、従来主力で販売していた大型家電やブランド品などの高額商品の取り扱いをやめ、消費者の日常生活に必要な生活必需品や消耗品などを中心として販売する「バラエティストア」を現在104店舗（2017年10月時点）展開している。
2007年に大阪証券取引所ヘラクレス市場（現　東京証券取引所ジャスタック市場）に上場した。
特色として①利益重視の経営システム、②店舗運営での生産性を重視、③ムリ・ムラ・ムダを徹底的に排除するビジネスモデルで、小商圏内で商品を低価格でお客様に提供でき、利益も上げられる仕組みを構築している。
2017年より、西多摩地区に第2物流センターを立ち上げ、実験的に自社での物流業務を行い、作業の改廃等を進めることによる物流コストのダウンに着手している。
新規出店については、当期途中から計画をこれまでより大型の店舗を主体として出店することに変更したとのことで、物流の改善と出店の加速により労働生産性の向上を図っていく方針。
2019年11月から全店舗で電子マネー、クレジットカードによる支払いが可能となる。当初、国際ブランドについてははVISA、MasterCardのみ対応しJCBとアメックスは使用できなかった。（現在は大半の店舗で上記4ブランドが使用可能となり、加えて銀聯・DISCOVERにも対応している）
電子マネーはSuica・PASMOを始めとした交通系とiDが使用可能。

## 沿革
- 1983年 - 埼玉県川口市青木五丁目11番11号に株式会社クルメを設立。
- 1984年 - 創業。和光店・昭島店開店。
- 1985年 - 商号を株式会社ジェーソンに変更。
- 1986年 - 後の本社である沼南店（現:柏沼南店）開店。
- 1989年 - 商品仕入を目的に千葉県東葛飾郡沼南町(現：千葉県柏市)に100％出資の子会社株式会社スパイラルを設立。
- 1999年 - 中国上海に現地法人を設立。
- 2001年 - 商品の自動補充システムJIOSを社内で開発、全店全部門で本格運用開始。
- 2007年 - 大阪証券取引所ヘラクレス市場上場。
- 2010年 - 大阪証券取引所JASDAQ市場、同取引所ヘラクレス市場及び同取引所NEO市場の各市場の統合に伴い、大阪証券取引所JASDAQ(スタンダード)に上場。
- 2013年 - 東京証券取引所と大阪証券取引所の統合に伴い、東京証券取引所JASDAQ(スタンダード)に上場。
- 2017年 - 第2物流センター設置。
- 2018年 - 第3物流センター設置。
- 2019年 - 11月に全店舗で電子マネー、クレジットカードでの支払いを可能とした。

## 店舗
「店舗情報」を参照のこと。

## 開店・閉店した店舗
- 2007年 【開店】川口芝店(2/1),東鎌ヶ谷店(3/21),境町店(4/12),船橋藤原店(4/26),足立辰沼店(4/26),八王子上柚木店(5/24),三郷店(7/12),練馬西大泉店(8/9),狭山入曽店(11/1),武蔵村山店(11/1),戸田本町店(12/19)【閉店】松戸店(3/18)
- 2008年 【開店】新松戸店(4/2),練馬高松店(4/16),川越旭町店(6/18),青梅今寺店(8/6),三郷戸ヶ崎店(9/23),練馬中村橋店(10/8),千葉都町店(12/3),岩槻西町店(12/3)
- 2009年 【開店】松戸河原塚店(1/21),八王子楢原店(2/11),松戸五香店(3/8),浦和三室店(3/8),千葉大宮台店(4/22),千葉みつわ台店(4/22),船橋金杉店(7/15),柏豊四季店(10/14),松戸古ヶ崎店(10/14),北本店(11/18),つくば竹園店(12/9),松戸五香西店(12/9)
- 2010年 【開店】府中若松店(3/17),下総中山店(4/14),足立鹿浜店(4/14),鎌ヶ谷店(7/14),船橋山野町店(9/15)【閉店】船橋習志野台店(8/8),土浦高津店(9/5)
- 2011年 【閉店】大田中央店(2/13),牛久中央店(7/3),足立六木店(10/2)
- 2012年 【開店】足立竹の塚店(3/7)【閉店】野田花井店(5/6),越谷花田店(10/7)
- 2013年 【開店】行田店(6/5) ,市原辰巳台店(7/3),武蔵村山学園店(9/11),成田店(9/25)【閉店】白井店(4/7),越谷赤山店(7/7)
- 2014年 【開店】鶴ヶ島店(3/1),加須店(11/22)【閉店】昭島店(1/31)
- 2015年 【開店】水戸店(4/1),八王子宇津木台店(6/10),下館店(7/29),岩瀬店(7/29),千葉末広店(8/12),行方店(11/11),富里店(11/25)【閉店】蕨南町店(10/18)
- 2016年 【開店】千代田店(3/30),上尾店(3/30),成田三里塚店(4/20),佐貫店(4/27),白岡店(6/8),取手東店(7/13),吉川駅前通り店(12/7),相模原下九沢店(12/21)【閉店】三和店(4/30),吉川店(8/7),成城店(11/20)
- 2017年 【開店】明野店(7/26),蕨南町店(8/23),つくば桜店(10/4),国分寺並木町店(10/18),水戸河和田店(12/12) 【閉店】下館店(11/30),戸頭店(12/31),足立谷在家店(12/31)
- 2018年 【開店】本庄店(6/27) 【閉店】相模原下九沢店(1/31),練馬石神井台店(12/31)
- 2019年 【開店】草加店(2/20),壬生店(9/25),前橋インターアカマル店(11/20),柏西原店(12/17)
- 2020年 【閉店】佐貫店(12/31)
- 2021年 【開店】香取佐原店(2/17),岩槻府内店(2/17),東松山店(8/25),東金店(11/17),太田西本町店(12/22)
- 2022年 【開店】みどり笠懸店(3/23),鹿沼上殿店(8/10),入間下藤沢店(10/19)【閉店】北本店(4/13),千葉末広店(5/31)
- 2023年 【開店】稲敷江戸崎店(2/1),神栖波崎店(4/26),熊谷石原店(6/7),つくばみどりの店(12/20)【閉店】国分寺並木町店(8/31),江戸川台店(9/3)
- 2024年 【開店】東村山青葉町店(5/8),常陸太田宮本町店(7/10),那須烏山店(9/11),前橋北代田店(10/30)【閉店】足立花畑店(12/31)